# Mikojan-Gurewitsch MiG-15
Die Mikojan-Gurewitsch MiG-15 (russisch Микоян-Гуревич МиГ-15, NATO-Codename: „Fagot“) war ein sowjetisches Jagdflugzeug der 1950er Jahre. Sie kam verstärkt im Koreakrieg zum Einsatz und stellte das Gegenstück zur amerikanischen F-86 Sabre dar. Mit ca. 18.000 Exemplaren stellt sie weltweit das in der höchsten Stückzahl gebaute Jagdflugzeug mit Strahlantrieb dar.

## Entwicklung

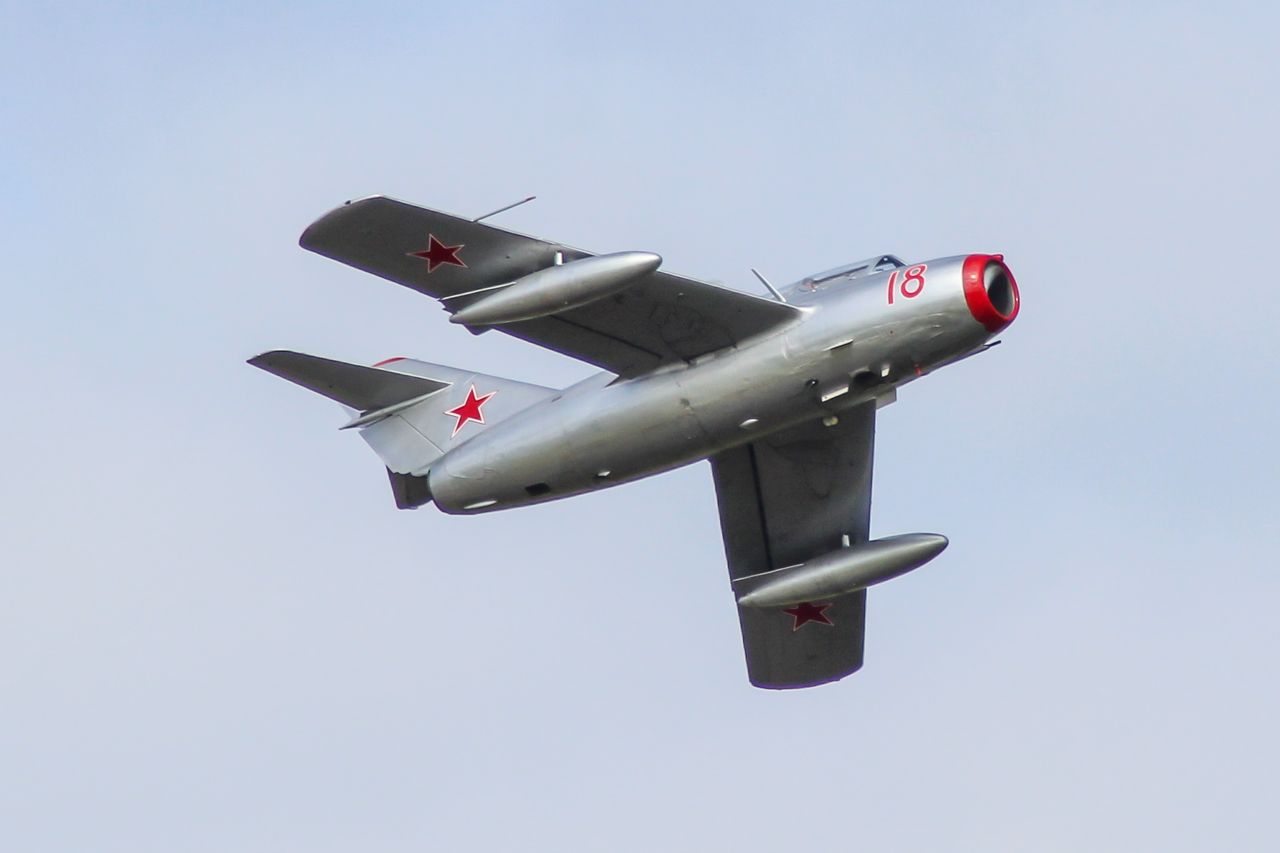
MiG-15 im Flug bei einer Flugschau, 2017

Im März 1946 erging an die Konstruktionsbüros Lawotschkin, Jakowlew und Mikojan-Gurewitsch, die bereits Erfahrungen mit der Entwicklung strahlgetriebener Jagdflugzeuge besaßen, die Forderung, ein Jagdflugzeug mit Pfeilflügeln zu entwickeln. Insbesondere sollte es fähig sein, Bomber abzufangen, als Jagdbomber einsetzbar sein und gute Luftkampffähigkeiten haben. Die maximale Flugdauer war sekundäres Entwicklungsziel, da der Jäger taktische Ausrichtung hatte und keine Begleitschutzaufgaben für Langstreckenbomber übernehmen sollte.
Der Erstflug der auch als I-310 bezeichneten Maschine fand am 30. Dezember 1947 unter Wiktor Nikolajewitsch Juganow statt. Er verlief, wie die folgende Erprobung, problemlos. Der Befehl für die Serienfertigung wurde umgehend erteilt; diese lief im März 1948 langsam an. Am 17. Juli 1949 wurde die MiG-15 auf der Luftparade in Tuschino der Öffentlichkeit präsentiert.
Im Oktober 1948 bekam die Truppe die ersten MiG-15. Diese waren noch einfach ausgerüstet. Viele Bordinstrumente stammten von der MiG-9, wie auch der Schleudersitz. Der Sprechfunk wurde über die Anlage RSI-6K abgewickelt und der Radiokompass RPKO-10M diente als Navigationshilfe. Die Bewaffnung bestand aus drei Kanonen, welche zusammen auf einer absenkbaren Grundeinheit montiert waren. Dies vereinfachte die Wartung und Aufmunitionierung deutlich. Zum Einsatz kamen zwei Nudelman-Suranow NS-23 und eine Nudelman N-37. Der Munitionsvorrat umfasste 160 23-mm-Geschosse und 40 37-mm-Granaten. Die Feuerkraft resultierte mehr aus dem Kaliber und der Mündungsgeschwindigkeit als aus der Feuerrate der Waffen. Zum Zielen konnte der Pilot das automatische Schießvisier ASP-3N verwenden. Die ersten Serienmaschinen wurden mit dem „Nene“-Nachbau Klimow RD-45 motorisiert; bei den späteren Produktionslosen wurde das leicht verbesserte RD-45F mit 22,7 kN Schub verbaut.

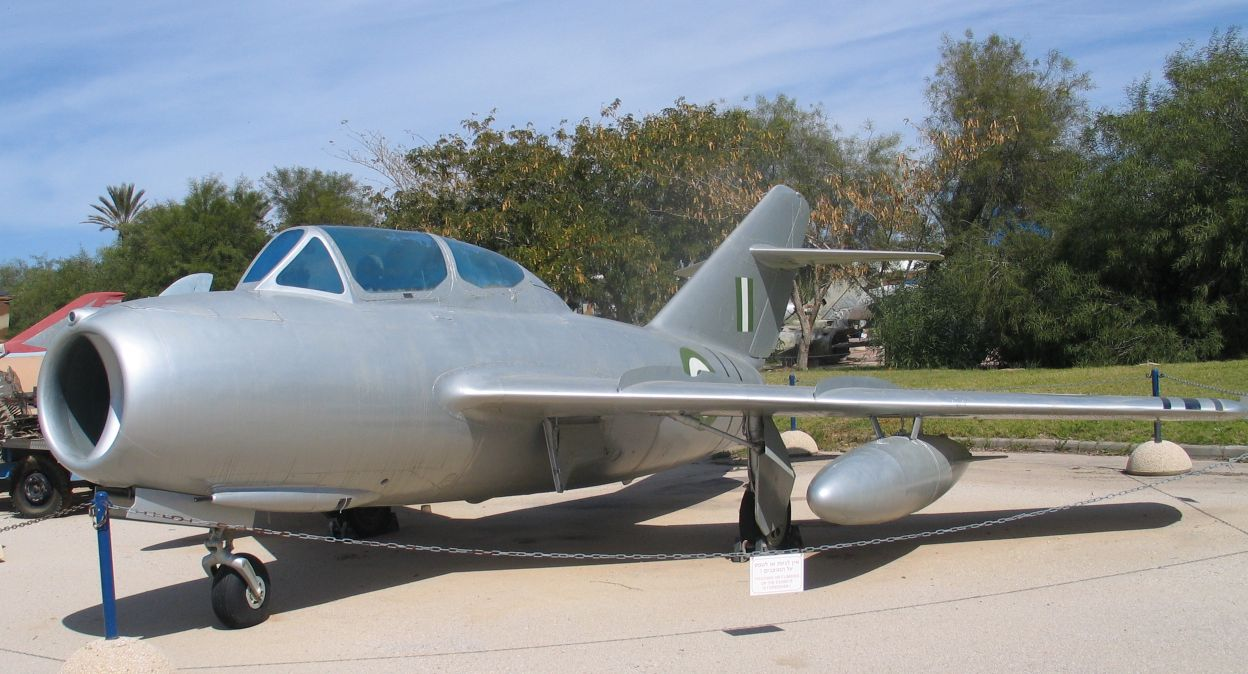
MiG-15UTI, Museum der israelischen Luftwaffe 2006

Zwischenzeitlich zeigten sich auch die Schwächen der MiG-15, die in engen Kurven zum Trudeln neigte und im Hochgeschwindigkeitsflug (auch wegen sich umkehrender Ruderwirkung) nur schwer unter Kontrolle zu halten war. Hier sollte die MiG-15UTI helfen, die Piloten zu schulen und die Folgen möglicher Fehler zu minimieren. Sie wurde bei Mikojan-Gurewitsch nach einem im April 1948 erteilten staatlichen Auftrag unter der Bezeichnung „ST“ entwickelt und besaß eine Doppelsteuerung. Der Fluglehrer saß leicht erhöht hinter dem Flugschüler und hatte dort eine bessere Sicht als bei späteren MiG-Trainern. Die Vergrößerung des Cockpits implizierte eine Reduzierung der Treibstoffzuladung von 1.512 Liter auf 1.018 Liter. Das verringerte die Flugdauer, die schon beim Jäger kaum mehr als eine Stunde betrug, weiter. Dennoch war die MiG-15UTI wichtig zur Pilotenschulung und wurde in einigen Luftwaffen bis in die späten 1980er Jahre eingesetzt. Ein besonders exotischer Ableger der „ST“ war die ST-7 mit Funkmessvisier. Sie hatte eine begrenzte Allwetter- und Nachteinsatzfähigkeit, wurde aber nicht in Serie produziert.
Im September 1949 fand der Erstflug des Projektes „SD“ statt. Später wurde dieser Typ als MiG-15bis bezeichnet. Angetrieben von einem Klimow WK-1-Triebwerk mit 27 kN Schub verbesserten sich die Leistungen des Jägers beachtlich. Allein die Steiggeschwindigkeit wuchs um vier Meter pro Sekunde. Möglich wurde die erhöhte Leistung des WK-1 durch Vergrößerung der Brennkammern und Modifizierung der Verdichterschaufeln des RD-45. Die veralteten NS-23-Kanonen wurden durch Nudelman-Richter NR-23 ersetzt. Die elektronische Ausrüstung wurde erweitert. Hinzu kamen der Radarhöhenmesser RW-2 und die Freund-Feind-Erkennungs-Anlage SRO-1. Der Kompass wurde durch den Radiokompass ARK-5 ersetzt, für den Sprechfunk stand die Anlage R-800 mit vier vorgegebenen Kanälen zur Verfügung.

Luftbildkamera AFA 39, bei der MiG-15R in der Bodenwanne verbaut

Als die MiG-15 mit der Zeit ihre Überlegenheit verlor und aus der ersten Linie abgezogen wurde, wurden einige Serienmaschinen zu Jagdaufklärern und Zielschleppern umgerüstet. In diesen Rollen konnte der Jäger noch wertvolle Dienste leisten. Die MiG-15R besaß als Aufklärungsflugzeug in einer Bodenwanne Kameras der Typen AFA-21 und AFA-39. Der Zielschlepper MiG-15T entstand ausschließlich aus Umrüstungen von Serienmaschinen MiG-15, MiG-15bis und MiG-15UTI. Dafür wurde unter dem Rumpfbug eine Winde installiert, an der das Ziel geschleppt wurde.

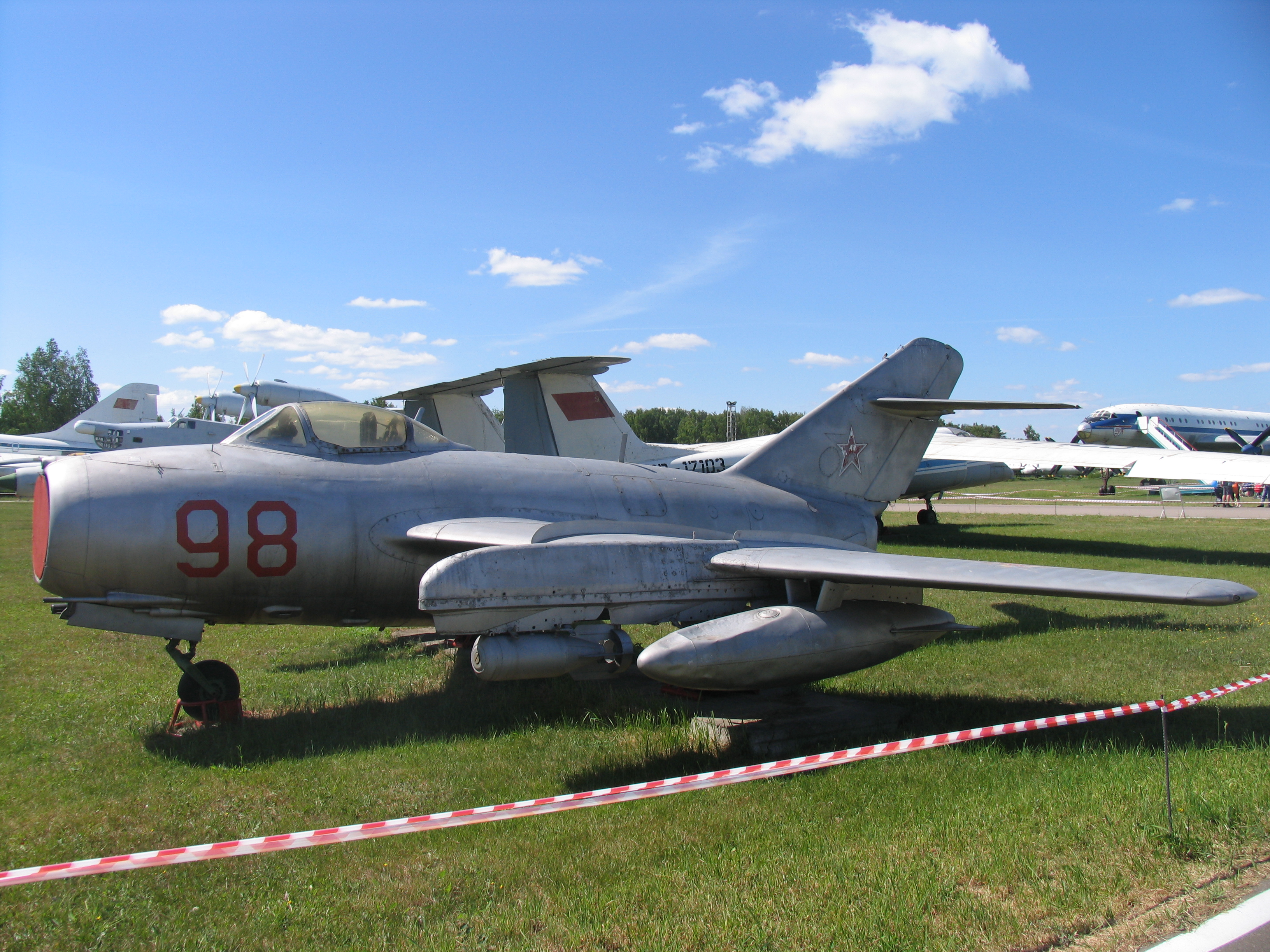
MiG-15bis (ISch), Monino 2011

In Konkurrenz zu Iljuschins Il-40 stand ein weiterer Entwurf des OKB Mikojans. Die MiG-15 eignete sich wegen ihrer robusten Struktur und ihrer festen Tragflächen zum Mitführen von größeren Lasten. Diese Fähigkeit ist besonders bei Jagdbombern und Schlachtflugzeugen von Vorteil. So entstand die MiG-15ISch (istrebitjel-sturmowik = Jäger und Schlachtflugzeug). Sie zeichnete sich durch große Unterflügelstationen aus, an denen von ungelenkten Raketen bis zu vier Freifallbomben alles mitgeführt werden konnte. Die Kanonenbewaffnung blieb erhalten.
Angesichts der Tatsache, dass die Produktion der MiG-15 bereits in Großserie lief, wurde die Serienfertigung der Il-40 gestoppt. Die MiG sollte deren Rolle übernehmen. Eine umfangreiche Produktion der Schlachtversion wurde jedoch nie realisiert.
Eine als MiG-15LL (letajuschtschaja laboratorija = fliegendes Labor) bezeichnete Ausführung wurde insbesondere für Hochgeschwindigkeitstests verwendet. Versuche, mit der MiG-15 im Bahnneigungsflug die Schallmauer zu durchbrechen, endeten oft mit dem Verlust der Maschine und des Piloten. Es zeigte sich, dass mit dem Tragwerk der MiG-15 kein Überschallflug erreichbar war und die Ruderkräfte im transsonischen Bereich vom Piloten nur schwer zu überwinden waren. Aus diesem Grund wurde ein neues Hydrauliksystem zur Betätigung der einzelnen Ruder entwickelt. Es wurde nach erfolgreichem Test in die Serienfertigung übernommen.
Die MiG-15 war für die Sowjetunion ein sehr gutes Kampfflugzeug und wurde auch zu einem kommerziellen Erfolg. Die Versionen der MiG-15 standen in rund 20 Staaten der Welt im Dienst. Sie wurde zum Standardjäger des Ostblocks und später des Warschauer Paktes. Viele Luftstreitkräfte der Dritten Welt setzten die MiG-15 noch bis in die 1980er Jahre im aktiven Dienst ein.

## Konstruktion

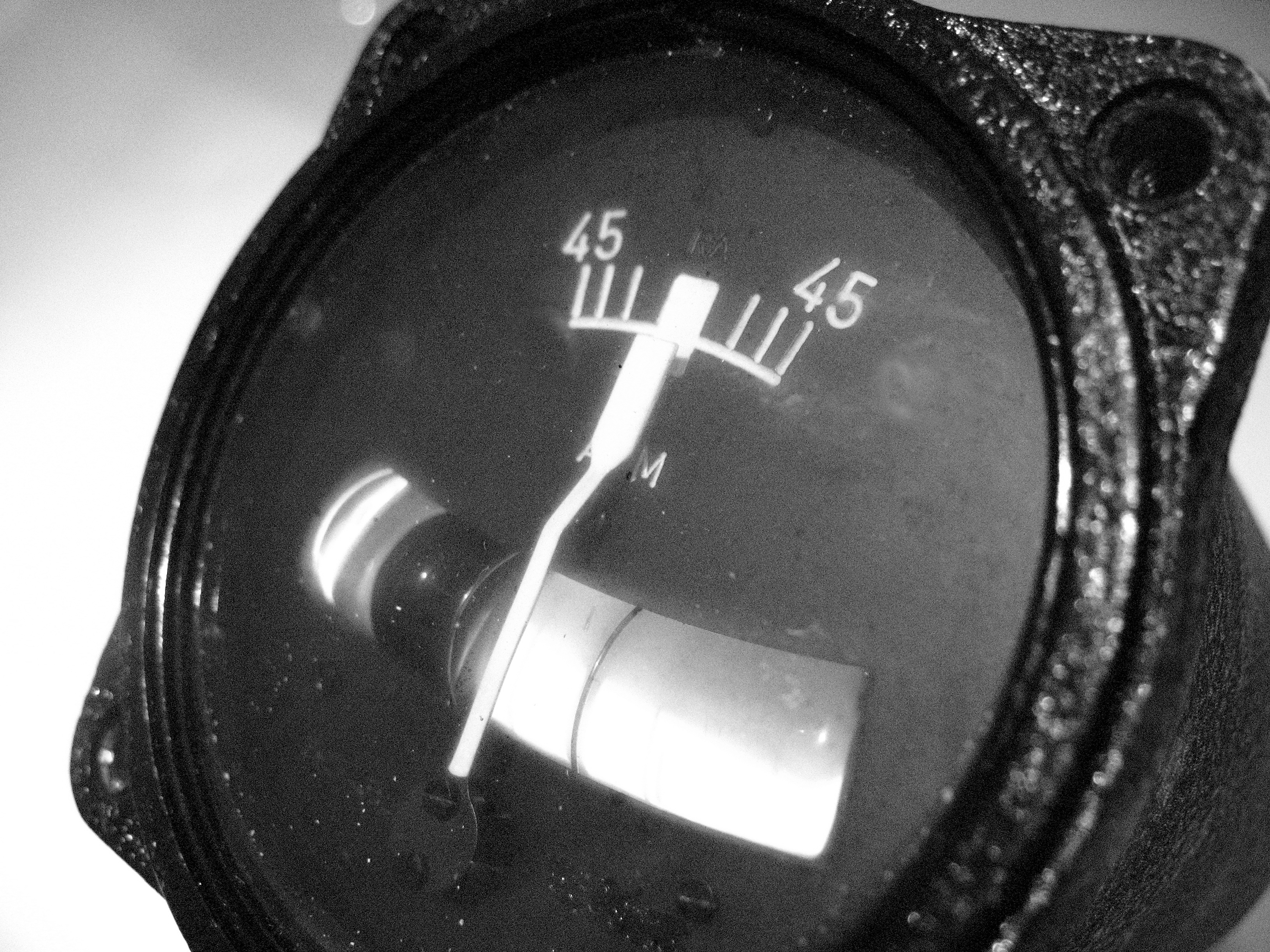
Wendezeiger einer MiG-15

### Triebwerk
Mit der Erkenntnis, kein geeignetes Triebwerk zu besitzen, entsandte die UdSSR einige namhafte Flugzeugkonstrukteure, darunter auch Artjom Iwanowitsch Mikojan, sowie den Triebwerksspezialisten Wladimir Jakowlewitsch Klimow im Juli 1946 in das noch befreundete Großbritannien.
Die Regierung von Clement Attlee bewilligte in einem Akt des Vertrauens den Export von 25 Rolls-Royce Nene II in die Sowjetunion. Durch Nachbau, sogenanntes Reverse Engineering, wurde eine Kopie des Triebwerks konstruiert, dessen Produktion dem Flugmotorenwerk Nr. 45 übertragen wurde.
Mikojan hatte ursprünglich mit einem 30 kN starken Axialtriebwerk gerechnet. Was nun zur Verfügung stand, war ein Radialtriebwerk mit einem Schub von 22 kN und einem beträchtlichen Durchmesser. Damit wurde der ursprüngliche Plan, das Nene-Triebwerk in die MiG-9 zu integrieren, unmöglich. Schließlich wurde das Projekt mit der Bezeichnung MiG-9 FN im Jahre 1947 aufgegeben.

### Tragfläche
Das Experimental-Konstruktionsbüro Mikojan (OKB Mikojan), durch diese Situation zu einem Schritt nach vorn genötigt, stützte das neue Flugzeug bezüglich der Tragwerkspfeilung auf die nun verwertbaren Erkenntnisse des deutschen Aerodynamikers Adolf Busemann und auf die Erkenntnisse mit dem Tragflügel A von Messerschmitt. Dieser radikale Neuentwurf, der im OKB Mikojan als Projekt „S“ (s = strelowidnost', dt. Pfeilung) bezeichnet wurde, sicherte Mikojan den Erfolg über seine Konkurrenten. Das Konzept des Mitteldeckers mit um 35° gepfeilten Flächen in negativer V-Stellung von 2° überzeugte durch Funktionalität und Leistung. Zwei Stahlrohre als Holme in jeder Tragfläche und je zwei Grenzschichtzäune auf den Flächen sorgten für die mechanische und aerodynamische Stabilität des Flugzeugs. Diese Tragfläche war kurz zuvor mit der La-160 praktisch erprobt und anschließend ins Entwicklungsprogramm der MiG-15 übernommen worden.

### Rumpf

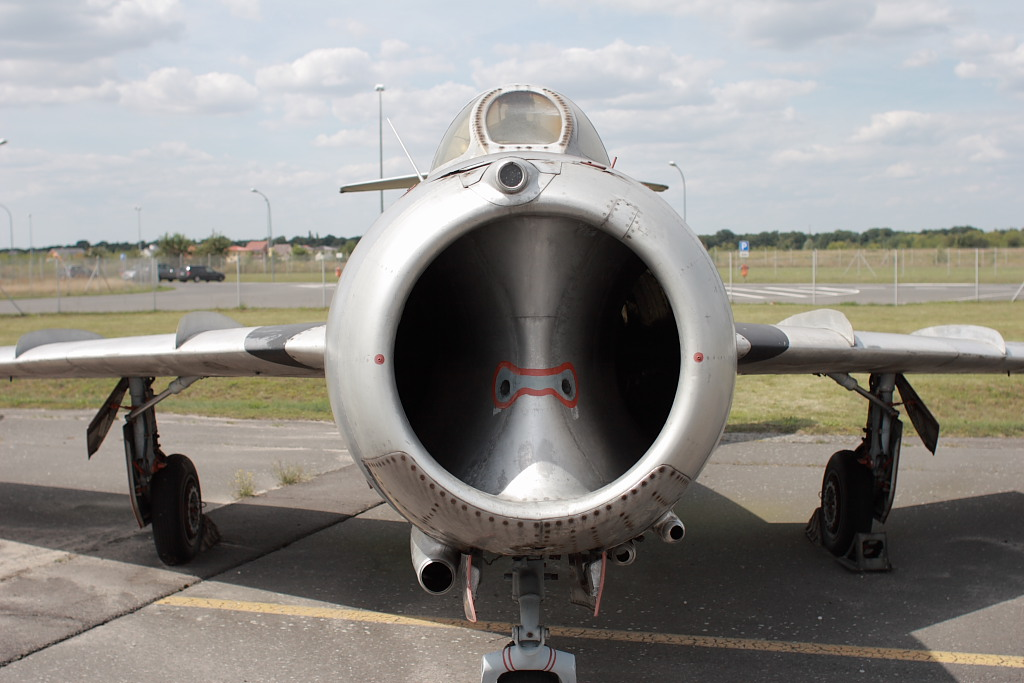
Frontansicht einer MiG-15bis

Der Rumpf der MiG-15 mit dem typischen zentralen Lufteinlass für das Triebwerk wurde in Halbschalenbauweise gefertigt und bestand komplett aus Duraluminium. Besonderen Wert legte das OKB auf die Eignung für den Truppendienst, vor allem auf die Wartung unter Feldbedingungen. Deshalb verfügte die Maschine über ein zur Triebwerkswartung abnehmbares Rumpfheck und große Klappen für die zur Wartung absenkbaren Bordkanonen.

### Radar
Ein weiterer wichtiger Schritt in der Entwicklung der sowjetischen Jagdflugzeuge wurde mit dem Versuch unternommen, ein Radargerät fest im Flugzeug zu installieren. Im Koreakrieg zeigten sich die Vorteile der F-86 mit Radar deutlich. Das OKB Mikojan bekam den Auftrag, die im Luftkampf sehr gute MiG-15 mit Radar auszurüsten. Somit entstand auf der Basis des Projekts „SD“ das Flugzeug „SP“, in dessen erstem Prototyp SP-1 das Funkmessgerät „Korschun“ (Geier) zum Einsatz kam. Die Tests zeigten jedoch, dass das Korschun-Gerät zu groß und zu schwer war. Seine großflächige Parabolantenne verringerte die Fläche des Lufteinlaufes um 20 Prozent, was sich auf die Flugleistungen negativ auswirkte.
Bei Mikojan-Gurewitsch wurde weiter experimentiert und mit der Verwendung des Isumrud-Radars (Smaragd) ein Kompromiss zwischen der Leistung des Flugzeugs und der Leistung des Radars gefunden. Dieses Radar besaß eine deutlich kleinere Antenne und konnte somit in einer Art „Lippe“ über dem Lufteinlauf angeordnet werden, ohne die Strömungsverhältnisse zu beeinträchtigen. Die Suchantenne wurde im Luftansaugkanal integriert. Das Radar besaß eine Suchreichweite von zwölf Kilometern. Diese Version konnte sich durchsetzen und die SP-5 wurde zum Prototyp der MiG-15P, die nun eine begrenzte Allwetterfähigkeit erreichte. An der Bewaffnung änderte sich wenig, lediglich die 37-mm-Kanone entfiel ersatzlos.

## Kriegseinsatz
Bis zum Ausbruch des Koreakrieges am 25. Juni 1950 standen in der UdSSR 1200 MiG-15 im Dienst. Im Verlauf dieses Krieges kam es zu den ersten Luftkämpfen zwischen Strahlflugzeugen. Anfangs traf die MiG-15 neben Flugzeugen mit Kolbenmotor auf ältere Muster mit Strahlantrieb wie Gloster Meteor, P-80 und F-84, denen sie durch ihre Flugleistungen und durch ihre Feuerkraft überlegen war. Trotzdem wurde eine MiG-15 ein Opfer eines wendigeren und schneller beschleunigenden Propellerflugzeugs vom Typ Hawker Sea Fury der Royal Navy. 
Als die Sowjetunion Ende Oktober 1950 ihre ersten Jagdfliegereinheiten, die zum großen Teil aus kampferfahrenen Piloten des Zweiten Weltkrieges bestanden, nach Korea verlegte, zeigte sich die Überlegenheit der MiG-15. Die ersten Abschüsse erzielten die beiden sowjetischen Piloten Tschisch und Chomitsch vom 72. GwIAP am 1. November 1950 gegen eine F-51D und eine F-80C. Auch viermotorige B-29-Bomber fielen trotz ihrer großen Einsatzhöhe der MiG-15 zum Opfer. Zum Beispiel zerstörten MiG-15 der 303. IAD im Zeitraum vom 22. bis zum 27. Oktober 1951 elf B-29A. Am 30. Oktober fielen zwölf B-29 und vier F-84E den MiG-15 zum Opfer.
Die USAF ordnete deshalb an, strategische Bombardements nur noch bei Nacht durchzuführen. Schon ab 28. September 1950 waren auch chinesische MiG-15-Piloten zum Einsatz gekommen, von denen Li Han am 29. Januar 1951 erstmals einen Luftsieg gegen eine F-84E erzielte. Die erfolgreichsten MiG-15-Piloten im Koreakrieg waren Jewgeni Pepeljajew mit 14, Nikolai Sutjagin mit 13, Lew Schtschukin mit 11 und Sergei Kramarenko mit 8 bestätigten Abschüssen.
Mit dem Eintreffen der F-86 zeigten sich Grenzen der MiG-15. Der erste Luftkampf zwischen diesen beiden Typen fand am 17. Dezember 1950 statt; der US-Pilot Bruce H. Hinton schoss eine MiG-15bis ab. Vier Tage später erfolgte nach sowjetischen Angaben der erste Luftsieg einer MiG-15 über eine F-86A durch den Piloten Jurkewitsch vom 29. GwIAP. Ab Januar 1952 wurden die erfahrenen sowjetischen Einheiten der Luftstreitkräfte (WWS) aus Korea abgezogen und durch weniger gut ausgebildete der Luftverteidigung (PWO) ersetzt. Diese Tatsache sowie der schlechte Ausbildungsstand der koreanischen und chinesischen Piloten machte die geringe noch vorhandene technische Überlegenheit der MiG-15 zunichte. Zudem griffen die amerikanischen Piloten ab April 1952 im Rahmen der geheimen Operation „Maple Special“ die MiG-15 zunehmend während der kritischen Start- und Landephasen bei ihren Einsatzbasen in der Mandschurei an. Deshalb wurden beispielsweise von April bis August 1952 50 bis 80 % der MiG-15-Abschüsse über chinesischem Territorium erzielt. Die F-86 mit Radar gewann die Luftherrschaft teilweise zurück, obwohl sie bei vertikalen Angriffsmanövern unterlegen war.

## Ereignisse

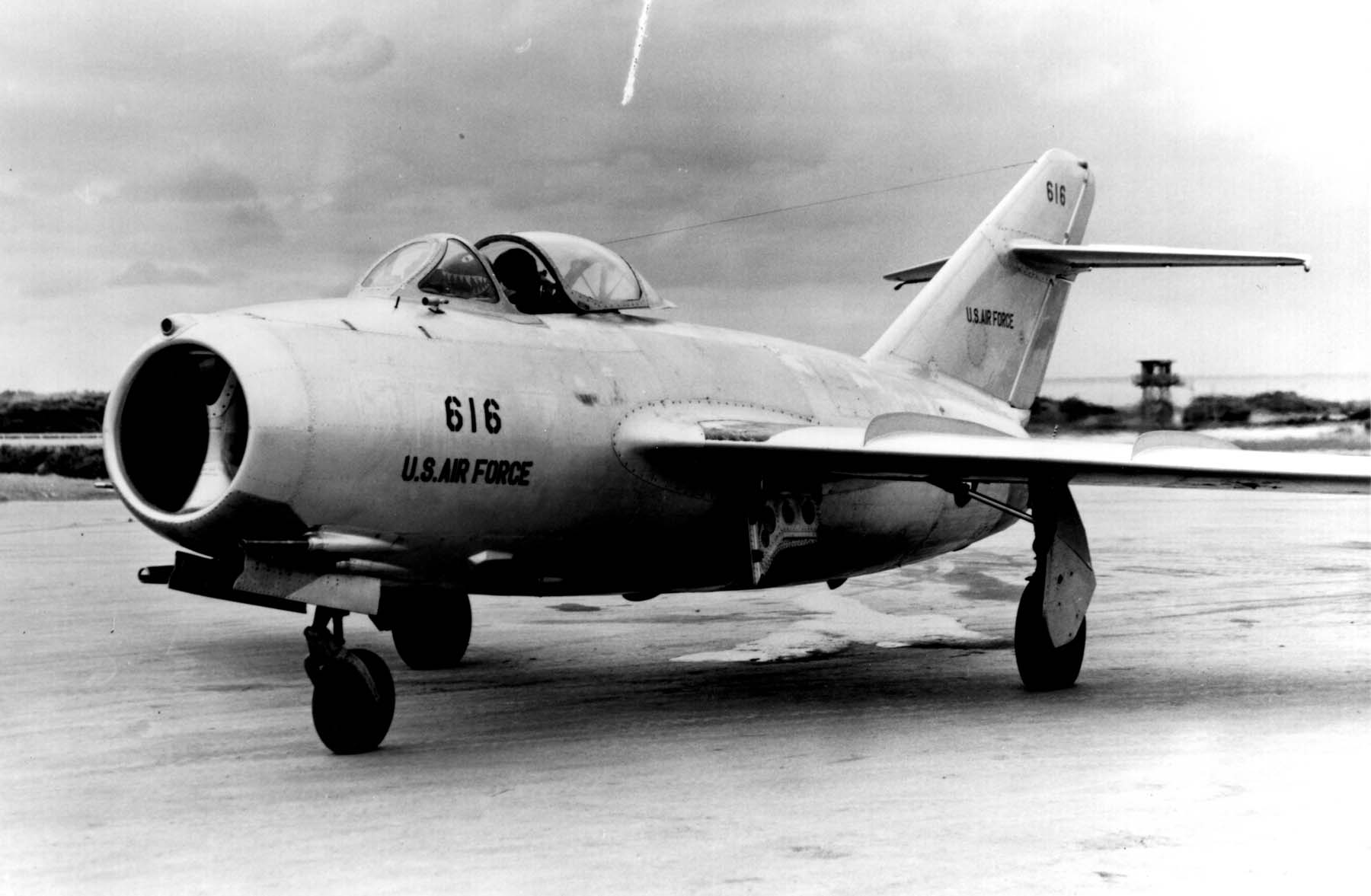
MiG-15bis, mit der No Kum-sok 1953 desertierte

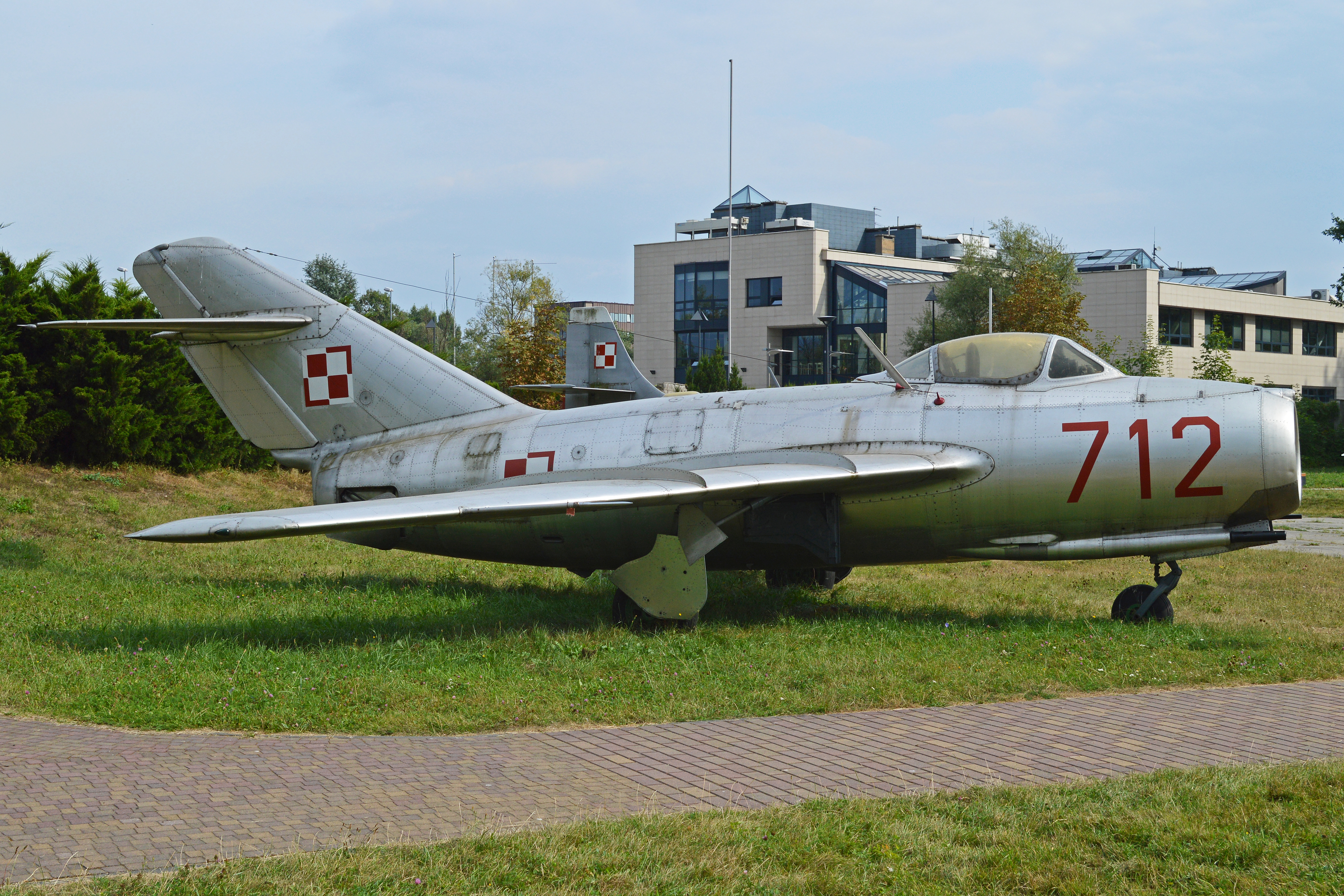
Lizenzbau Lim-1, Krakau 2013

Während der Berliner Luftbrücke 1948–1949 begleiteten einzelne MiG-15 amerikanische und französische Flugzeuge am Rand der Flugkorridore.
Die USA gelangten 1950 durch ein Geschenk Jugoslawiens an eine MiG-15; ein sowjetischer Pilot hatte nahe Zagreb landen müssen; Tito erhielt verschiedene Gegenleistungen.
Zur größten Luftschlacht des Koreakrieges kam es am 23. Oktober 1951. Fast 100 US-geführte Flugzeuge, zum größten Teil Jäger der Typen F-84- und F-86 als Jagdschutz für neun Bomber des Typs B-29, standen ungefähr ebenso vielen MiG-15-Jagdflugzeugen gegenüber. Der Luftkampf dauerte etwa 15 bis 20 Minuten. Am Ende kehrte auf amerikanischer Seite von den neun B-29 nur eine zum Stützpunkt auf Okinawa zurück. Die anderen B-29 wurden abgeschossen oder mussten in Japan oder Korea notlanden. Als sogenannter „Black Tuesday“ ging dieser Tag in die amerikanische Militärgeschichte ein.
MiG-15-Piloten griffen am 29. April 1952 einen Linienflug der Air France im Anflug auf Berlin-Tegel an, wobei drei Passagiere verletzt wurden. Das Flugzeug vom Typ DC-4 konnte mit zwei verbliebenen Motoren auf dem Flugplatz Tempelhof notlanden.
Am 13. Juni 1952 wurde eine Boeing RB-29 der 91st Strategic Reconnaissance Squadron der US Air Force während einer PHOTINT-Mission von zwei sowjetischen MiG-15 mit den Piloten Fedotow und Proskurin über dem Japanischen Meer abgeschossen. Die zwölf US-Besatzungsmitglieder gelten bis heute als vermisst.
Am 13. Juni 1952 wurde eine schwedische Maschine des Typs Tp 79 (schwedische Bezeichnung der Douglas DC-3 Skytrain) mit dem Auftrag, Funksignale über der Ostsee abzuhören, von einer MiG-15 abgeschossen (Catalina-Affäre). Die acht Besatzungsmitglieder kamen dabei ums Leben. Von den beiden zur Suche nach der verschwundenen Maschine aufgestiegenen Catalina-Flugbooten wurde eines ebenfalls von sowjetischen Jägern abgeschossen.
Am 5. März 1953 floh der 21-jährige polnische Pilot, Unterleutnant Franciszek Jarecki, mit einer LiM-2 nach Bornholm. Er war auf dem Militärflugplatz Słupsk-Redzikowo gestartet und drehte bei Kołobrzeg (Kolberg) nach Norden ab. Die Distanz über See bis zur Insel Bornholm beträgt hier ca. 80 km. Er landete auf einer Wiese neben dem Inselflugfeld südlich der Inselhauptstadt Rønne und übergab die erste intakte MiG-15 an die NATO. Eine MiG-15 kann im Koldkrigsmuseum Dueodde auf Bornholm besichtigt werden. Die LiM-2, mit der Jarecki floh, wurde in Dänemark, auf dem Fliegerhorst Værløse bei Kopenhagen, von Technikern untersucht und entsprechend internationaler Abkommen am 22. März 1953 an Polen zurückgegeben. Das Museum ist in einer nicht mehr benötigten Abhörstation der NATO eingerichtet worden und beherbergt in der Halle mit der MiG eine kleine Ausstellung mit Informationen und Zeitdokumenten zu der Flucht. Laut eigenen Aussagen siedelte Jarecki in die USA über, erhielt eine Belohnung von 50.000 US-Dollar und die amerikanische Staatsangehörigkeit. Er floh, da er dem sowjetischen Regime kritisch gegenüber stand und sein Vater als polnischer Offizier von der Roten Armee ermordet worden war. Seine Mutter zog ihn alleine groß und musste auch die Konsequenzen der Flucht tragen. Sie wurde für drei Jahre inhaftiert und er sah sie nicht wieder.
Am 10. März 1953 drangen zwei amerikanische Piloten mit Kampfflugzeugen vom Typ F-84G Thunderjet in den Luftraum der Tschechoslowakei ein. Sie wurden von zwei tschechoslowakischen MiG-15-Piloten südlich Plzeň gestellt und verfolgt. Der Pilot Jaroslav Šrámek schoss eine der Maschinen ab, die bei Falkenstein (Oberpfalz) abstürzte. Der US-Pilot konnte sich mit dem Schleudersitz retten und blieb unverletzt.
Am 12. März 1953 schossen zwei sowjetische MiG-15 an der Elbe bei Lauenburg beim Berliner Luftkorridor ein britisches Militärflugzeug vom Typ Avro Lincoln ab. Dessen sieben Besatzungsmitglieder kamen ums Leben.
Am 27. April 1953 setzten die USA unter dem Decknamen „Operation Moolah“ eine Belohnung von 100.000 US-Dollar (damals etwa 420.000 DM) für den ersten Piloten eines anderen Landes aus, der mit einer MiG-15 zu den US-amerikanischen Truppen überliefe. Das Angebot wurde mit Flugblättern bekanntgemacht, die über Nordkorea abgeworfen wurden. Am 21. September 1953 floh der Pilot No Kum-sok der nordkoreanischen Luftwaffe mit seiner Maschine, einer MiG-15bis, nach Südkorea, ohne allerdings von der ausgesetzten Prämie gewusst zu haben. Die Belohnung wurde ihm trotzdem ausgehändigt. Auf der Kadena Air Base auf der japanischen Insel Okinawa unternahm daraufhin 1953 der US-Testpilot Tom Collins die ersten Testflüge mit der MiG-15.
Am 29. Juli 1953 wurde eine RB-50G der 343rd Strategic Reconnaissance Squadron, die im Rahmen einer COMINT-Mission bei Wladiwostok in den sowjetischen Luftraum eingedrungen war, von den Piloten Rybakow und Jablonski in zwei MiG-15 bei Askold abgeschossen. Von der vierzehnköpfigen Besatzung überlebte nur ein Mitglied den Abschuss.
Am 7. November 1954 wurde eine RB-29A der 91st Strategic Reconnaissance Squadron bei Tanfilew von zwei MiG-15 mit den Piloten Kostin und Seberjakow angegriffen und stürzte ins Meer. Zehn Mann der Besatzung wurden gerettet, einer ertrank, weil er sich nicht von seinem Fallschirm lösen konnte.
Am 17. April 1955 wurde nahe der Halbinsel Kamtschatka von den Piloten Korotkow und Saschin in zwei MiG-15 ein Boeing RB-47E-Aufklärungsflugzeug der 4th Strategic Reconnaissance Squadron der US Air Force, das während einer als Wetterflug getarnten ELINT-Mission in den sowjetischen Luftraum eingedrungen war, abgeschossen. Die drei Besatzungsmitglieder gelten bis heute als vermisst.
Am 22. Juni 1955 wurde eine P2V-5 der VP-9, die sich auf einer SIGINT-Mission befand, über der Beringstraße von zwei MiG-15 attackiert, wobei drei Besatzungsmitglieder durch Beschuss verwundet wurden. Es gelang der Besatzung zwar noch, die Sankt-Lorenz-Insel zu erreichen, doch wurde das Flugzeug bei der anschließenden Notlandung zerstört, wobei nochmals vier an Bord befindliche Personen verletzt wurden.
Am 20. Juni 1963 flogen zwei MiG-15 der tschechoslowakischen Luftstreitkräfte, die auf einem Übungsflug über dem Grenzkamm des Böhmerwaldes in den deutschen Luftraum eingedrungen waren, am Plattenhausenriegel gegen einen bewaldeten Berg und wurden zerstört. Die beiden Piloten kamen ums Leben.
Der berühmte Kosmonaut Juri Gagarin verunglückte am 27. März 1968 gemeinsam mit seinem Instrukteur Wladimir Serjogin bei einem Übungsflug auf einer MiG-15 UTI tödlich.
Am 7. April 1970 unterflog ein ungarischer Luftwaffenoffizier das ungarische Radarnetz im Tiefflug und landete mit einer MiG-15 in Italien.

## Versionen
| Bezeichnung                 | Merkmale |
| --------------------------- | --- |
| I-310                       | Prototypenbezeichnung, Erstflug der ersten Maschine S-01 am 30. Dezember 1947 |
| MiG-15                      | Aus dem Prototyp I-310 entwickelte erste Serienversion. Produktion von 1948 bis 1949, in Polen als LIM-1 in Lizenz gebaut |
| MiG-15F                     | Serienversion eines Jagdaufklärers mit Luftbildkamera im Bug von 1949 |
| MiG-15S                     | Begleitjagdflugzeug von 1948 mit einer maximalen Reichweite von 1960 Kilometern. Ausgerüstet mit je einem abwerfbaren 250-, 300- oder 400-Liter-Zusatztank pro Tragfläche |
| MiG-15SW                    | Begleitjäger für große Höhen mit veränderter Bewaffnung (zwei 23-mm-MK NR-23) von 1949 |
| MiG-15SB                    | Jagdbomberausführung mit einer um etwa 1000 Kilogramm gesteigerten Startmasse gegenüber der herkömmlichen Jagdversionen. Die SB war dadurch um 145 km/h langsamer |
| MiG-15LL                    | Versuchsausführung für Tests mit hydraulikverstärktem Steuersystem und vergrößertem Leitwerk. Den Erstflug führte Anatoli Tjuterew am 21. September 1949 durch. Dabei erreichte er bei einem Sturzflug aus 12000 Metern Höhe eine Geschwindigkeit von Mach 0,97. Als Ergebnis der Testreihe wurden die ab 1950 produzierten MiG-15 serienmäßig mit Hydraulikverstärkern ausgerüstet                                                                                          |
| SP-1                        | Prototyp einer Allwetterversion mit „Korschun“-Funkmessgerät von 1949. Zugunsten der MiG-15bis nicht in Serie gebaut |
| MiG-15P                     | Erste Serienausführung als Abfangjagdflugzeug von 1949. Ausgestattet mit einem Funkmessgerät |
| MiG-15U                     | Erdkampfflugzeug von 1949 mit schwenkbarer Waffenlafette |
| MiG-15UTI (ST, I-312)       | Zweisitziger Strahltrainer. Der Rollout des Prototyps (ST-1) war im April 1949. Die Erprobung begann am 23. Mai 1949 und wurde im August 1950 beendet. Ein zweiter Prototyp ST-2 mit verringerter Bewaffnung und vergrößertem Tank diente als Ausgangsmuster für die Serienproduktion, die Ende 1950 aufgenommen wurde |
| MiG-15bis (SD)              | Verbesserte Variante der Ausgangsversion mit stärkerem Antrieb und größerer Feuerkraft. Erstflug des Prototyps SD-01 1949, ein Jahr später Beginn der Serienproduktion. In Polen als LIM-2 in Lizenz gebaut |
| MiG-15Pbis (SP-5)           | Allwetterjagdausführung der MiG-15bis von 1950. Ausgerüstet mit einem „Isumrud“-Radar |
| MiG-15Rbis                  | Jagdaufklärer mit AFA-21- und AFA-39-Kameras ausgerüstet. In Polen als LIM-2R gebaut |
| MiG-15Sbis                  | Begleitjäger mit zwei 600-Liter-Zusatztanks und 2.520 Kilometern Reichweite |
| MiG-15SBbis                 | Jagdbomber mit verstärkter Bewaffnung und erhöhter Startmasse (6.241 Kilogramm) |
| ISch                        | Schlachtflugzeug mit bis zu vier ungelenkten Luft-Boden-Raketen oder 200-Kilogramm-Bomben auf Basis der MiG-15bis |
| MiG-15bis 45°               | Versuchsmuster für Tests mit der MiG-17-Tragfläche |
| J-2                         | Chinesische Bezeichnung (Jian=Jäger) der für die chinesische Luftwaffe erworbenen russischen MiG-15-Einsitzerversionen |
| JJ-2                        | Lizenzproduktion des Trainers MiG-15UTI bei Shenyang Aircraft Corporation |
| LIM-1A                      | Polnische Aufklärungs-Zweisitzer, aus der MiG-15UTI entwickelt. LIM steht für Licencyjny Myśliwiec, Lizenzjäger |
| LIM-1,5                     | LIM-1 mit verbesserter Funkausrüstung |
| LIM-2A SBLIM-1 und SBLIM-1A | Polnische, zum Teil als Kampfversionen erschienene Ausführungen der MiG-15UTI |
| SBLIM-2                     | Zweisitziger Strahltrainer, von Polen aus Bauteilen der LIM-1 und LIM-2 entwickelt |
| S-102 S-103 CS-102          | Bezeichnung für die tschechoslowakischen Lizenzbauten von MiG-15, MiG-15bis und dem Schul-Doppelsitzer MiG-15UTI. S steht dabei für Stíhač, Jäger, CS für Cvičný Stíhač, Schuljäger. Die Versionen S-102 und S-103 wurden von November 1951 bis Juli 1957 von Aero und Letov in einer Stückzahl von jeweils 821 und 620 hergestellt. Die Produktion der CS-102 lief vom Juli 1954 bis zum Januar 1961 und umfasste mit 2013 Stück den größten Teil aller gebauten MiG-15UTI. |

## Militärische Nutzer
| - Ägypten - Afghanistan: 42, inkl. 38 MiG-15UTI ab 1951 bis 1979 - Albanien: 80+ ab 1955 (inkl. sowjetische, tschechische und chinesische Exemplare) - Algerien - Angola - Bulgarien - Burkina Faso - Volksrepublik China: 654 MiG-15, 1460 MiG-15bis, 357 MiG-15UTI (Import und Lizenzbau) - Deutsche Demokratische Republik: 177 Stück, eingesetzt ab 1953 bei der KVP-Luft, von 1956 bis 1982 bei den LSK/LV, eine MiG-15UTI flog noch bis 1990 als Wetterflugzeug für die Flugzeugwerft Dresden - Finnland: 4 MiG-15UTI von 1962–1977 - Guinea - Guinea-Bissau - Indonesien: 10 MiG-15bis + 40 MiG-15UTI ab 1961–1969 - Irak: 19+ MiG-15bis + 30 MiG-15UTI - Jemen - Kambodscha - Kuba - Libyen: von 1951–2011 - Madagaskar - Mali - Marokko | - Mongolei: 4 MiG-15UTI - Mosambik - Nigeria: 2 MiG-15UTI aus ägyptischen Beständen 1967 geliefert - Nordjemen - Nordkorea - Pakistan: 6 JJ-2/FT-2 zwischen 1966 bis 1980 betrieben - Polen: Luftwaffe und Marine, Lizenzbau und Weiterentwicklungen - Republik Kongo - Rumänien: 514 MiG-15 von 1952 bis 1992 - Somalia - Sowjetunion - Sri Lanka - Südjemen - Sudan - Syrien - Tansania - Tschechoslowakei - Uganda - Ungarn - Vietnam |

### Einsatz in der KVP/NVA
Bereits im Mai 1952 wurden dem Vorkommando der am 10. Juni 1952 gegründeten Fliegertechnischen Schule Kamenz 5 MiG-15 zur Ausbildung von Flugzeugtechnikern zugeführt. Damit gelangte erstmals nach dem 2. Weltkrieg Strahljägertechnik in eine deutsche bewaffnete Formation. Im März 1953 wurden etwas mehr als 100 demontierte MiG-15 in Kisten verpackt per Bahntransport zum 1. Jagdfliegerregiment der VP-Luft nach Cottbus gebracht. Diese sollten bis zum 1. Mai 1953 vom technischen Personal montiert werden. Allerdings setzte in der sowjetischen Führung nach dem Tode Stalins eine Neubewertung der sowjetischen Deutschlandpolitik ein. Infolgedessen wurde entschieden, die moderne Strahljägertechnik wieder zurückzuführen. Nach einem entsprechenden Befehl des Chefs der VP-Luft vom 9. Juni 1953 wurde dementsprechend die fliegerische Ausbildung auf der MiG-15 abgebrochen, bis dahin hatten einige deutsche Piloten wenige Platzrunden mit dem Strahljäger gedreht. Auslöser für den Rückzug waren also nicht die kurz darauf stattfindenden Ereignisse um den 17. Juni 1953 in der DDR, da die Entscheidung bereits eher getroffen wurde. Während des Arbeiteraufstandes wurden die Maschinen von sowjetischen Einheiten bewacht und Ende Juni 1953 weggeflogen. Festzuhalten bleibt, dass sich bereits im Frühjahr 1953 ca. 100 sowjetische Strahljäger für die Ausstattung mehrerer Jagdfliegerregimenter der aufzubauenden VP-Luft auf deutschem Boden befanden und von deutschem Personal betreut wurden. Auf bundesdeutscher Seite war zu diesem Zeitpunkt noch kein Strahljäger vorhanden, da es auch noch keine Vorläufer der Bundesluftwaffe gab.
Erst im Herbst 1956 begann dann die planmäßige Ausstattung der Fliegergeschwader der im Januar 1956 aufgestellten Nationalen Volksarmee. Alle 6 damals aufgestellten Fliegergeschwader wurden mit den Varianten MiG-15bis, aber vor allem Mig-15 UTI ausgestattet. Insgesamt wurden mindestens 177 Maschinen zugeführt, wobei die Anzahl der Schulversion MiG-15 UTI mit 120 Stück bei Weitem überwog, da in den Anfangsjahren der DDR-Luftstreitkräfte die fliegerische Ausbildung vordringlich war.

## Technische Daten

Dreiseitenriss

| Kenngröße                        | MiG-15 (S)                                                                   | MiG-15SB bis (SD)                                                            | MiG-15UTI (ST)                                                               |
| -------------------------------- | ---------------------------------------------------------------------------- | ---------------------------------------------------------------------------- | ---------------------------------------------------------------------------- |
| Konzeption                       | Jagdflugzeug                                                                 | Jagdbomber                                                                   | Trainingsjagdflugzeug                                                        |
| Besatzung                        | 1 Pilot                                                                      | 1 Pilot                                                                      | 2 (Schüler/Lehrer)                                                           |
| Länge                            | 10,04 m (Rumpf 8,02 m)                                                       | 10,04 m (Rumpf 8,02 m)                                                       | 10,10 m                                                                      |
| Spannweite                       | 10,08 m                                                                      | 10,08 m                                                                      | 10,08 m                                                                      |
| Höhe                             | 3,70 m                                                                       | 3,70 m                                                                       | 3,70 m                                                                       |
| Flügelfläche                     | 20,60 m²                                                                     | 20,60 m²                                                                     | 20,60 m²                                                                     |
| mittlere Flügeltiefe             | 2,12 m                                                                       | 2,12 m                                                                       | 2,04 m                                                                       |
| Flügelstreckung                  | 4,85                                                                         | 4,85                                                                         | 4,94                                                                         |
| Tragflügel- Vorderkantenpfeilung | 35°                                                                          | 35°                                                                          | 35°                                                                          |
| V-Stellung Tragfläche            | −2°                                                                          | −2°                                                                          | −2°                                                                          |
| Leermasse                        | 3.382 kg ohne Zusatztanks 3.416 kg mit Zusatztanks                           | 3.948 kg                                                                     | 3.404 kg                                                                     |
| Zuladung                         | normal 1.424 kg maximal 1.878 kg                                             | normal 1.686 kg maximal 2.293 kg                                             | normal 1.350 kg maximal 1.804 kg                                             |
| Startmasse                       | normal 4.806 kg maximal 5.260 kg                                             | normal 5.634 kg maximal 6.241 kg                                             | normal 4.850 kg                                                              |
| Flächenbelastung                 | 233,300 kg/m² bei normaler Startmasse 255,339 kg/m² bei maximaler Startmasse | 273,495 kg/m² bei normaler Startmasse 302,961 kg/m² bei maximaler Startmasse | 182,330 kg/m² bei normaler Startmasse 199,398 kg/m² bei maximaler Startmasse |
| Leistungsbelastung beim Start    | 215,893 kg/kN bei normaler Startmasse 236,288 kg/kN bei maximaler Startmasse | 212,780 kg/kN bei normaler Startmasse 235,705 kg/kN bei maximaler Startmasse | 217,880 kg/kN bei normaler Startmasse 238,275 kg/kN bei maximaler Startmasse |
| Antrieb                          | ein RD-45F mit 22,261 kN Startschub                                          | ein WK-1A mit 26,478 kN Startschub                                           | ein RD-45F oder RD-45FA mit 22,261 kN Startschub, später WK-1                |
| Höchstgeschwindigkeit            | 1.050 km/h in Bodennähe 1.031 km/h in 5.000 m Höhe                           | 900 km/h in 300 m Höhe                                                       | 1.015 km/h in Bodennähe                                                      |
| Marschgeschwindigkeit            | 850 km/h in 5.000 m Höhe                                                     |                                                                              | 820 km/h                                                                     |
| Steiggeschwindigkeit             | anfangs 42 m/s                                                               |                                                                              | 38,5 m/s in Bodennähe                                                        |
| Steigzeit                        | 2,3–2,6 min auf 5.000 m                                                      |                                                                              | 3,2 min auf 5.000 m                                                          |
| Gipfelhöhe                       | praktisch 15.200 m                                                           | praktisch 15.500 m                                                           | praktisch 14.825 m                                                           |
| Reichweite                       | normal 1.420–1.600 km maximal 1.920–1.960 km                                 | 1.330 km                                                                     | normal 950 km maximal 1.340 km                                               |

## Bewaffnung

### Festinstallierte Rohrwaffen

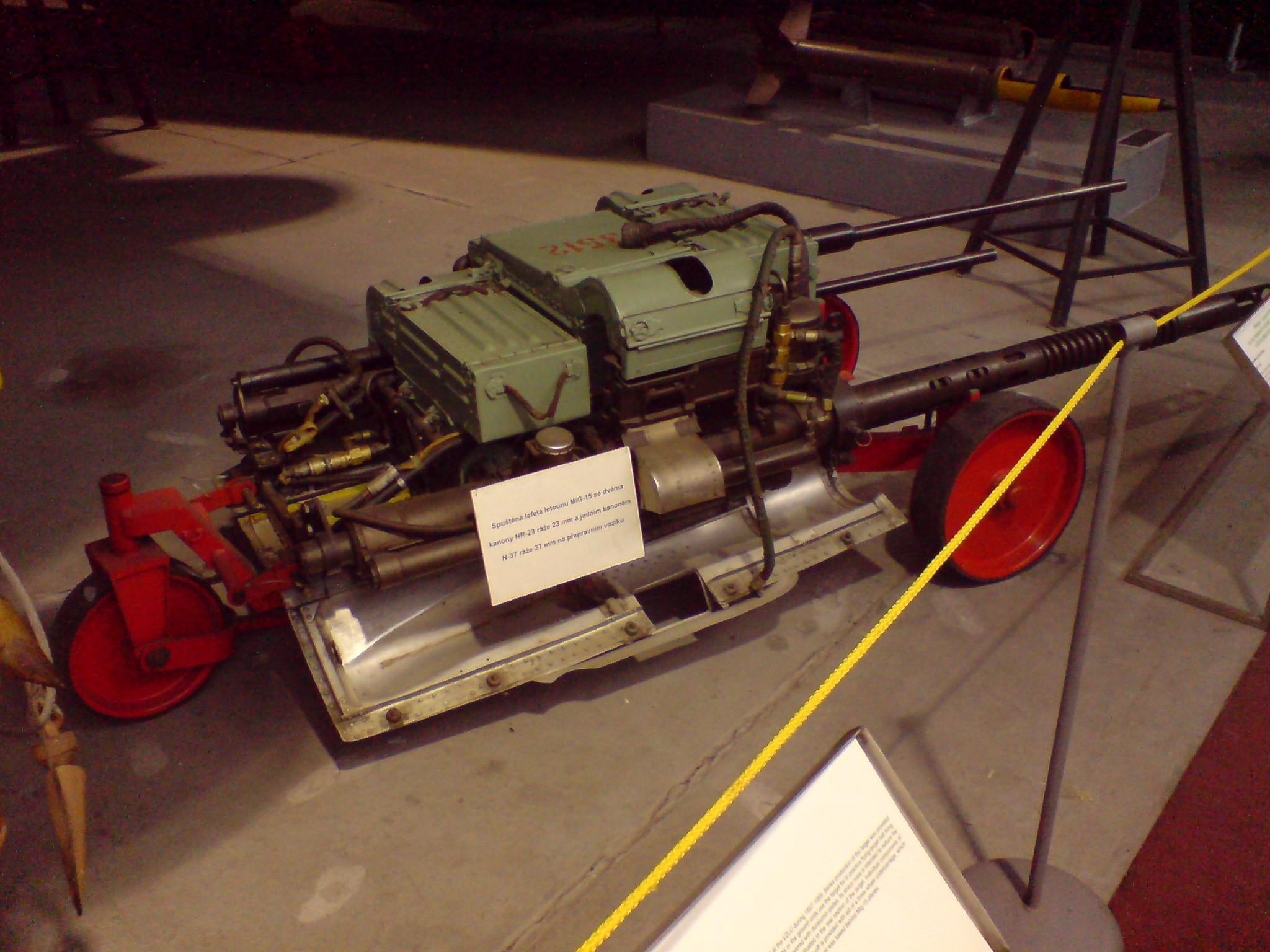
Rüstsatz für die MiG-15

In einer absenkbaren Kanonenwanne im Bug befanden sich bis zu drei Maschinenwaffen, zumeist eine 37-mm-Kanone in Kombination mit zwei 23-mm-Kanonen. In den Schulvarianten kamen meist 12,7-mm-Maschinengewehre zur Anwendung.
- 1 × 12,7-mm-Maschinengewehr Afanasjew A-12,7 mit 150 Schuss Munition (MiG-15UTI)
- 1 × 12,7-mm-Maschinengewehr TOS/Beresin UBK-E mit 150 Schuss Munition (MiG-15UTI)
- 2 × 23-mm-Maschinenkanone Nudelman-Suranow NS-23 mit je 80 Schuss Munition (MiG-15S)
- 2 × 23-mm-Maschinenkanone Nudelman-Richter NR-23 mit je 80 Schuss Munition (MiG-15bis)
- 1 × 23-mm-Maschinenkanone Nudelman-Richter NR-23 mit je 80 Schuss Munition (MiG-15UTI)
- 1 × 37-mm-Maschinenkanone Nudelman N-37 mit 40 Schuss Munition (alle Einsitzer)

### Abwurfwaffen
Waffenzuladung von 200 kg an zwei Unterflügel-Außenlaststationen
Ungelenkte Freifallbomben
- 2 × FAB-100 (100-kg-Freifallbombe)
- 2 × FAB-50 (50-kg-Freifallbombe)

## Trivia
Die Tschechoslowakischen Staatsbahnen nutzen um 1970 u. a. auf Flachwagen montierte Rümpfe der MiG-15 zur Enteisung von Weichen. Das Triebwerk im schräggestellten Rumpf blies mit Leerlaufgeschwindigkeit auf die Gleise, die Abwärme schmolz Schnee und Eis von den Schienen.